# Холод Юрій Ігорович
Холод Юрій Ігорович (нар. 11 серпня 1991, Львів, Україна) — український громадський діяч та політик, в.о. голови Львівської обласної ради з 17 травня 2023 року.

## Життєпис
З 2008 по 2013 р. навчався у Львівському національному університеті ім. Івана Франка, на економічному факультеті. Здобув ступінь магістра з фінансів і кредиту З 2009 по 2013 р. навчався у Львівському державному університеті внутрішніх справ, де закінчив юридичний факультет, здобув ступінь магістра. Завершив понад 100 професійних курсів та магістерських програм у напрямі розвитку бізнесу, комунікації і психології. Зокрема, також навчався у бізнес-школі Українського Католицького Університету.
Від 2010 до 2014 р. був заступником директора поліграфічного родинного підприємства ТзОВ «Ромус-Поліграф». З 2014 по 2019 р. очолював батьківську фірму ТзОВ «Ромус-Поліграф». Від вересня 2019 р. став заступником голови Львівської обласної державної адміністрації Маркіяна Мальського, а з лютого 2020 року був заступником нового голови Львівської ОДА Максима Козицького.
25 жовтня 2020 року обраний депутатом Львівської обласної ради. 1 грудня 2020 року обраний заступником голови Львівської обласної ради Ірини Гримак. Після того, як Ірину Гимак відправили у відставку на сесії Львівської обласної ради 6 квітня 2023 року, виконуючим обов'язки голови облради став її перший заступник Євгеній Гірник. Проте він у третій декаді травня 2023 року пішов у тривалу лікарняну відпустку, і виконувати обов'язки голови Львівської обласної ради почав Юрій Ігорович Холод. 30 червня Євгеній Гірник написав заяву про складання повноважень заступника голови Львівської обласної ради.
Неодружений. 
Від початку повномасштабного вторгнення Росії в Україну понад 10 разів їздив до українських військових у зону бойових дій з волонтерськими місіями. Доставляв автомобілі, харчі, амуніцію, дрони, медикаменти та інші потрібні речі. 